# Paul-Louis Couchoud
Paul-Louis Couchoud, né à Vienne (Isère) le 6 juillet 1879 et mort à Vienne (Isère) le 8 avril 1959, est un philosophe, médecin, érudit et poète français, ami intime d'Anatole France. Il est connu pour ses poèmes, adaptations du haïku japonais en français, ses directions de publication, ses traductions, et ses écrits illustrant la thèse mythiste de la non-historicité de Jésus-Christ.

## Formation et premières expériences
Paul-Louis Couchoud entre à l'École normale supérieure en 1898 et en sort agrégé de philosophie en 1901. Il obtient une bourse du banquier Albert Kahn et, de septembre 1903 à mai 1904, il réside au Japon, pays pour lequel il se passionne. En 1905, il effectue un voyage en péniche sur les canaux français avec le sculpteur Albert Poncin et le peintre André Faure. Pendant le voyage, les trois amis tentent de composer des haïku en français. Il en résulte la publication d'un livre anonyme tiré à trente exemplaires, Au fil de l'eau. Ce recueil de 72 tercets en vers libres eut un certain retentissement. Il est considéré comme l'une des plus grandes réussites du haïku français. Couchoud étudie et traduit également des haijin japonais (Yosa Buson notamment) dans Les Épigrammes lyriques du Japon (1906), repris dans Sages et poètes d’Asie (1916).
En 1907, Couchoud fait la connaissance d'Anatole France dont il reste l'ami et confident jusqu'à la mort de ce dernier, en 1924. Couchoud dira de lui : « Depuis plus de vingt ans, je le connais sous l'aspect d'un tendre père, toujours prêt à vous écouter et à vous guider ». Il fréquente donc le salon de son égérie, Madame Arman de Caillavet. Il était en troisième année de l'École Normale lorsque Jacques Chevalier y entra lui-même. Couchoud et Chevalier se lièrent d'une camaraderie confiante, précise Jean Lebrec sur le témoignage de Jacques Chevalier : « Plus tard, après avoir été l'auditeur de Loisy au Collège de France, Couchoud se ralliera même à une thèse allemande de la non-historicité de Jésus ; son mysticisme se réservera seulement du Mystère de Jésus en 1924 au Dieu Jésus en 1951, de « parler avec poésie des choses de la foi ». »
Couchoud fait ensuite deux séjours au Japon et en Chine, dont il tire Sages et poètes d’Asie (1916), lequel sera traduit en anglais Japanese Impressions (1920). Marguerite Yourcenar écrira de lui, en 1955 : « Je n'ai jamais rencontré P. L. Couchoud, mais un de ses livres, Sages et poètes d'Asie, que j'ai encore relié sur les rayons de ma bibliothèque à Northeast Harbor a peut-être été le premier ouvrage par lequel la poésie et la pensée asiatiques sont venues jusqu'à moi. J'avais quinze ans : je continue à savoir par cœur tel haï-kaï traduit ou transmis par lui ; ce livre exquis a été pour moi l'équivalent d'une porte entrebâillée. Elle ne s'est jamais refermée depuis. Que j'aurais aimé d'aller saluer P. L. Couchoud avec vous, et de remercier le poète malade pour tout ce qu'il m'a fait pressentir ou donné ».
À son retour en France, Paul-Louis Couchoud reprend ses études de médecine. Interne de la Maison nationale de Charenton, il est nommé interne des asiles de la Seine. À ce titre, il occupe de mai 1909 à avril 1910 un poste à l'Asile de Maison-Blanche, dans le service du docteur Marc Trénel. Ce dernier inscrit, le 31 décembre 1909, dans son dossier, une très élogieuse appréciation : « Haute intelligence. Connaissances encyclopédiques. Esprit des plus élevés. Aura un avenir hors ligne ». Cette appréciation est confirmée par Albert Paraz qui dira de lui : « un homme d'une culture étonnante, lisant toutes les langues anciennes. Je lui faisais tant de peine en lui avouant que je les comprenais mal, qu'à la fin, j'ai dû lui faire croire que je parlais au moins le latin et le grec… » En 1910, lors de la mort de Léontine Lippmann, Madame de Caillavet, l'égérie d'Anatole France, le docteur Couchoud visite régulièrement ce dernier à la Villa Saïd, comme médecin et compagnon de deuil et le convainc d'entreprendre un nouveau périple en Italie pour échapper à son chagrin. En 1911, il soutient à Paris sa thèse de doctorat sur L'asthénie primitive. Il prend la direction d'une maison de santé à Saint-Cloud, où il soigne notamment Anatole France,. La propriétaire de cette maison est Anthippe Sevastos que le docteur Couchoud épousera le 21 mai 1918 à Saint-Cyr-sur-Loire et qui se trouve être la belle-sœur du sculpteur Antoine Bourdelle. En 1917, Couchoud est médecin militaire à Épernay et commence à travailler en vue d'un ouvrage sur les origines du christianisme. On peut lire, dans sa correspondance à Anatole France, qu'il doutait déjà de l'existence historique de Jésus-Christ.
En 1920, fort de son expérience japonaise, le docteur Couchoud participe au dossier « Haï-Kaï » de la NRF. Le 11 octobre 1920, il est le témoin de la mariée, avec Michel Corday, lors du mariage d'Anatole France et d'Emma Laprévotte, à la mairie de Saint-Cyr-sur-Loire. En 1922, le docteur Couchoud est médecin à l'hôpital Cochin. Dès 1917, Jules Romains avait entrepris des expériences sur la « vision extra-rétinienne ». Calomnié, il les reprend seulement en 1922. Une expérience a lieu chez Anatole France, contresignée, entre autres médecins, par le docteur Couchoud qui prêtera lui-même son logement pour une autre expérience le 24 décembre 1922.

## La controverse sur l'historicité de Jésus: le mythe du Christ
On l'a dit, Couchoud, dès 1917, doutait de l'existence historique de Jésus-Christ. Après la lecture du dernier livre d'Alfred Loisy, paru cette même année, Couchoud s'étonne que Loisy (qu'il surnommait saint Alfred), n'aille pas au bout de ses idées pour voir que la théologie de saint Paul et l'histoire divine de Jésus-Christ ne sont que le mythe destiné à expliquer, après-coup, un rite nouveau.
Dans les années 1920 et 1930, Paul-Louis Couchoud est directeur éditorial de collections sur l'histoire des religions. Il expose ses hypothèses dans deux articles : l'un, sur L'Énigme de Jésus, publié dans le Mercure de France, le 1er mars 1923; le second, sur Le mystère de Jésus, publié dans la même revue, le 1er mars 1924. À ces deux publications, de janvier à avril 1924, s'ajoute une série d'entretiens oraux de l'Union pour la Vérité. Sa thèse peut être résumée ainsi :

« Jésus est inconnu comme personnage historique. Il a pu vivre, puisque des milliards d’hommes ont vécu sans laisser de trace certaine de leur vie. C’est une simple possibilité à discuter comme telle. Il ne suffit pas de dire, avec certains critiques : nous ne savons rien de lui, sauf qu’il a existé. Il faut dire courageusement : nous ne savons rien de lui, ni s’il a existé. Dans une recherche historique, l’exactitude sévère permet seule de progresser. Or, le document qui, en bonne critique, prouverait positivement l’existence de Jésus fait défaut. […] Jésus appartient à l’histoire par son nom et par son culte, mais il n’est pas un personnage historique. Il est un être divin, dont la connaissance a été lentement  élaborée par la conscience chrétienne. Il a été enfanté dans la foi, dans l’espoir et dans l’amour. Il s’est formé du dictame des cœurs. Il a pris des formes changeantes que l’adoration lui a données. Il naquit dès qu’il eut un croyant […] Sa seule réalité est spirituelle. Toute autre est mirage. »

Le premier ouvrage de Couchoud, L'énigme de Jésus, paraît en 1923, avec une introduction de l'anthropologue écossais James George Frazer. Ce dernier n'adhère pas à l'hypothèse du Jésus mythique, mais sa contribution donne alors un certain crédit à Couchoud. Ce dernier, dans son deuxième ouvrage Le mystère de Jésus de 1924, reproduit les deux articles parus dans le Mercure de France auxquels il ajoute trois chapitres. L'auteur tente de démontrer que l'étude de l'Apocalypse et des épîtres non-pauliniennes confirme les hypothèses qu'il a tirées de l'étude des épîtres pauliniennes. L'ensemble est publié au Mercure de France en mars 1924.
Selon Couchoud, seul vaut le témoignage de Paul de Tarse. La conception docète du christianisme devrait être la conception orthodoxe s'il est vrai que Paul est le véritable fondateur du christianisme.
Dans un premier temps, donc, Couchoud soutient que la méthode selon laquelle les historiens de son époque, d'Ernest Renan à Alfred Loisy, tentent de comprendre le personnage de Jésus et la genèse du christianisme se heurte à deux écueils principaux : premièrement, on ne peut concevoir qu'en une génération ou moins encore, un homme soit déifié; deuxièmement, Jésus échappe à l'œil de historien, faute de documentation suffisante. Le Testimonium Flavianum, douteux, est pour lui entièrement interpolé. Tout ce qui, dans le Talmud, concerne Jésus est dépendant du christianisme. Des trois « témoignages » païens, le premier, celui de Suétone ne connaît qu'un agitateur juif du nom de Chrestos et les deux autres, ceux de Pline le Jeune et de Tacite, révèlent seulement l'existence d'un courant chrétien. Pour ce qui est de l'origine de ce mouvement, ils ne font que répéter les croyances chrétiennes.
Pour Paul-Louis Couchoud, le Christ dont parle Paul n'est pas un être historique, mais un personnage idéal au sens platonicien du terme. Il ne s'agit pas d'une thèse purement mythiste, mais d'une thèse spiritualiste. Ainsi, dans une lettre à Maurice Goguel, Couchoud affirme : « La conception d'un Christ purement spirituel ne « dévalorise » nullement le christianisme et […] elle est bien différente de celle d'un Christ mythique. Concevoir Dieu, par exemple comme un être spirituel, n'est pas le concevoir comme un mythe. À mon sens, il en est de même du Christ. »
En 1925, Couchoud est rejoint, dans ses hypothèses, par l'écrivain danois Georg Brandes, avec son Sagnet om Jesus.
À partir de janvier 1927, le dr Couchoud est chargé d'une nouvelle rubrique dans la revue Europe, nommée « La chronique des idées ». Jusqu'en 1928, cette rubrique publiera, sous son influence, de nombreux articles affirmant que Jésus n'a pas eu d'existence historique, ce qui suscita le désaccord de Romain Rolland. Mais après cette date, le « clan » Couchoud, perdra de son influence. Europe publiera un dernier article de Couchoud en juin 1934,.

## Critiques  et réactions
Les thèses de Couchoud seront critiquées par des exégètes de tous bords.
Maurice Goguel (professeur à la Faculté de théologie protestante de Paris, directeur d'études à l'École Pratique des Hautes Études, et professeur à la Sorbonne) réplique, au nom de l'exégèse libérale, au premier article de 1923 avec un autre article du Mercure de France, le 1er juin 1923, intitulé À propos de « l'énigme de Jésus ». Il se rend, également, pour répondre à Couchoud, aux entretiens de l'Union de la vérité. Enfin, il reprend la question dans son Jésus de Nazareth : mythe ou histoire ? de 1925, où il  publie un tour d'horizon des thèses mythistes.
Le prêtre de la Compagnie de Jésus, Léonce de Grandmaison, fondateur de la revue Recherches de science religieuse, répond au premier article de Couchoud par un article de la même revue, le Mercure de France, le 15 août 1923, intitulé Jésus dans l'histoire sur la base duquel il rédigera son Jésus dans l'histoire et le mystère de 1925.
L'historien libre penseur Charles Guignebert fait paraître un article dans la Revue de l'histoire des religions en 1926, puis son Jésus en 1933. Ce dernier, qui enseigna à la Sorbonne l'histoire du christianisme antique et médiéval, défend la réalité historique de Jésus de Nazareth. Il critique ainsi les thèses mythistes de Paul-Louis Couchoud, de William Benjamin Smith, de John M. Robertson, de Peter Jensen, d'Albert Kalthoff, et d'Arthur Drews. Mais il estime, d'autre part, que les recherches émanant des milieux catholiques sont teintées de présupposés dogmatiques. À l'instar d'Alfred Loisy, Guignebert s'oppose à un usage apologétique de la critique historique, usage confondant histoire et théologie, un genre dont relèvent les travaux de Maurice d'Hulst, Marie-Joseph Lagrange, Joseph Bonsirven, Pierre Batiffol, Jules Lebreton, Victor Martin et Augustin Fliche dans son L'Histoire de l'Église.
En 1933, contre l'ouvrage de P. L. Couchoud, Prosper Alfaric et Alfred Loisy, Le problème de Jésus et les origines du christianisme de 1932, déjà condamné et mis à l'Index par le Saint-Office, le 17 juin 1933, paraît le livre du prêtre catholique jésuite Joseph Huby, Les mythomanes de l'« Union rationaliste ».

Couchoud répond à Guignebert dans le dernier article qu'il fera paraître dans la revue Europe en juin 1934 : 

« Le mérite de M. Guignebert a été de se dégager, en un problème historique, des phrases onctueuses, des clauses de style, des affirmations vagues et excessives, de ce qu'il appelle « l'hypnose des préjugés ancestraux » dont Renan reste si encombré. À l'historien on ne demande pas du respect mais de la lucidité. A-t-il résolu le problème de Jésus ? Je ne le crois pas. […] en minimisant Jésus il a rendu plus paradoxales, plus inimaginables encore les majorations qui auraient été nécessaires pour qu'un pauvre et infortuné « nabi » fût admis comme coparticipant dans le mystère de Dieu en deux personnes. […] M. Guignebert a-t-il été assez radical dans sa critique ? Ou plutôt, son erreur, qu'il partage avec la majorité des exégètes, n'a-t-elle pas été de traiter en textes légendaires des textes sacrés ? La différence est essentielle. […] M. Guignebert décrit excellemment, au chapitre de la résurrection de Jésus, comment la foi a été mise en légende. Et si elle avait été mise en légende d'un bout à l'autre des évangiles ? Les évangiles ne seraient pas des traditions sur Jésus mais des représentations de Jésus, assez différentes selon les églises dont les évangiles sont les livrets liturgiques, variations sur un thème pseudo-historique, inconnu encore de Paul et de l'auteur de l'Apocalypse. […] Il resterait à expliquer l'origine première de la représentation de Jésus. Elle serait à chercher dans toute autre chose qu'un événement historique, dans la lente élaboration de l'idée du Fils de l'Homme daniélique, contaminée par celle du Serviteur souffrant, mourant et rédempteur, d'Isaïe. De toute façon le problème de l'origine de la foi chrétienne reste à peu près entier, car à qui veut l'élucider, le Jésus si chétif qu'on nous donne apporte moins d'aide que d'embarras. Réduite à ces proportions, la figure historique de Jésus n'a guère d'utilité et semble ne subsister pour ses défenseurs que par un acte de foi et un dernier reste des « préjugés ancestraux ». Le Jésus de M. Guignebert appelle comme réplique l'autre Jésus, celui qui n'a pas été conçu dans un ventre de femme mais dans des cerveaux de voyants et qui n'est pas expliqué par des majorations successives mais, à l'inverse, par une progressive matérialisation. »

Mis en cause et raillé, Couchoud publie en 1937 Jésus : le dieu fait homme. Il considère que « le Christ » tel que le présente la littérature paulinienne n'est pas une incarnation de YHWH, le dieu antique du peuple juif, mais un nouveau dieu qui s'intègre dans le panthéon des « cultes orientaux ». La thèse mythiste devient ainsi la suivante : Jésus n'est pas un homme divinisé mais le dieu d'un culte à mystères, rendu humain par le récit qui en est fait. Il se rapproche en cela du docétisme chrétien qui représente l'une des branches du gnosticisme. Certains auteurs, ainsi, parlent du « docétisme extrême » de Couchoud.
L'ancien prêtre catholique et excommunié Alfred Loisy (professeur au Collège de France et acteur de la crise catholique moderniste) n'avait pas réagi publiquement au Mystère de Jésus, de 1924. D'ailleurs le Dr Couchoud avait organisé son Jubilé en 1927. Loisy laissait ainsi croire qu'il était en accord avec les thèses de Couchoud. En fait, il révèlera sa crainte de lui faire trop de publicité. En effet, le Dr Couchoud était en étroite relation avec l'ancien prêtre excommunié Joseph Turmel, Félix Sartiaux, l'ancien prêtre excommunié, historien et philosophe Albert Houtin, ce qui suffisait à éveiller la méfiance de Loisy. De ce fait, en 1938, il sent la nécessité de s'exprimer publiquement dans son Histoire et mythe à propos de Jésus-Christ. Couchoud se montre blessé par l'attitude de Loisy. Il lui écrit le 4 juin 1938 : « Un ami m'apprend que vous avez consacré un opuscule entier à mon dernier livre. Je ne le lirai pas, car j'apprends en même temps qu'insignifiant pour la critique, il est curieux seulement par la haine qu'il exprime. Je suis assez fier de la haine que je vous ai inspirée par les services que je vous ai rendus. Il faut avoir des ennemis : ça tient chaud. Mais je regrette, pauvre homme, après vous avoir cru quelque chose, d'être obligé de tant vous mépriser. »

## Prolongements
La thèse mythiste affirmant la non-existence historique de Jésus-Christ a été abandonnée par la recherche universitaire depuis 1933  et l'ouvrage critique de l'historien laïc Charles Guignebert. Daniel Marguerat, protestant, ancien professeur de Nouveau Testament à l'Université de Lausanne (Suisse) et pasteur dans l'Église réformée évangélique du canton de Vaud, nous fait savoir que : « Nous ne sommes plus au temps où B. Bauer (1840), ou P. L. Couchoud (1937) s'ingéniaient à nier que Jésus eut existé : le sens de ses faits et gestes, non son existence fait aujourd'hui débat ». Étienne Trocmé, protestant, qui a été doyen de la Faculté protestante et président de l'Université de Sciences Humaines de Strasbourg, pense que « les thèses brillantes de Couchoud ont été facilement réfutées par Maurice Goguel […] et Alfred Loisy […]. Elles se heurtent à deux difficultés insurmontables : l'absence de toute négation de l'existence historique de Jésus dans l'antiquité, même chez les adversaires du christianisme et les hérétiques les plus disposés à se débarrasser de l'humanité de Jésus ; les traits juifs et plus précisément palestiniens qui surabondent dans les évangiles synoptiques et interdisent de faire de ceux-ci la création tardive d'une église largement hellénisée. On aimerait que les épigones actuels de Couchoud et d'Alfaric cessent de ressasser des thèses aussi complètement discréditées, auxquelles les historiens soviétiques eux-mêmes n'adhèrent plus guère ». Selon Simon Claude Mimouni, titulaire de la chaire « Origines du christianisme » à la section des sciences religieuses de l'École pratique des hautes études et directeur de la Revue des études juives, la thèse mythiste, aujourd'hui dépassée, a continué d’être reprise régulièrement par des auteurs en dehors du milieu académique, « dans une certaine presse marquée par l'idéologie et pas assez par la connaissance scientifique ».
Cependant, en 1959, l'historien Marc Stéphane, dans son ouvrage La passion de Jésus, fait d'histoire ou objet de croyance, se demande, trente ans après la controverse, si les arguments des « rationalistes » ont définitivement réfuté les thèses des « mythologues ». Selon lui, la principale objection d'Alfred Loisy et de Charles Guignebert était le peu d'importance attaché au thème du Messie souffrant dans le judaïsme pré-chrétien. Si rien ne disposait les premiers chrétiens à voir dans la mort du Christ la réalisation même de son œuvre, il fallait admettre le fait historique de la crucifixion de Jésus à la base des croyances chrétiennes. Or les Manuscrits de la mer Morte, découverts entre 1947 et 1956, ont révélé la place considérable que le thème du Messie souffrant tenait dans le judaïsme du premier siècle. Stéphane utilise les positions d'Alfred Loisy et de Charles Guignebert pour montrer que la thèse mythologique en est l'aboutissement logique. Il critique la timidité et l'illogisme de ces deux derniers auteurs. Leurs positions fondamentales auraient dû les conduire à présenter Jésus comme un « dieu progressivement humanisé » et non comme « un petit émeutier juif progressivement divinisé ». Il manque à Stéphane l'éclairage apporté par le théologien luthérien allemand Rudolf Bultmann avec sa « démythisation ». Mais, comme le dit Jean Hadot dans la recension qu'il fait de l'ouvrage de Stéphane en 1962 : « Faut-il en conclure que le problème ne se pose plus ? On pourrait le croire quand certains affirment que « le doute (sur ce point) ne mérite pas un mot de réfutation ». Il se trouve, en réalité repoussé dans un domaine où le fait historique touche de si près le fait religieux, que les preuves d'ordre « historique » cèdent le pas à des arguments d'ordre « psychologique », qu'on pourrait appeler « de convenance » : faut-il postuler ou non, à l'origine de toute religion, un personnage historique ? La question ainsi posée étant insoluble, on en est réduit à une sorte de « mise en parenthèse », qui conduit les exégètes, même incroyants, à placer dans la pénombre le Jésus de l'histoire en éclairant vigoureusement le Jésus de la foi ».
La thèse mythiste se perpétue, par ailleurs, en dehors de l'Université, notamment sur l'Internet, dans les cercles rationalistes et libre penseurs et chez certains auteurs anglophones (par exemple : George Albert Wells, Robert M. Price et Earl Doherty) ou francophones.
Comme le reconnaît le mythiste Earl Doherty: « Le problème est que, à l'exception de Robert M. Price, […] personne dans le milieu académique dominant n'a mis sérieusement en question l'existence de Jésus […]. Cela montre que la communauté des « indépendants », centrée sur l'Internet et les ouvrages à compte d'auteur est toujours d'avant-garde par rapport à l'établissement académique universitaire par son innovation et son courage. »

## Déclaration de Jean Guitton aux obsèques de Paul-Louis Couchoud
Son ami Jean Guitton, dans son livre Portrait de Marthe Robin, (Grasset, 1985), paru 26 ans après la mort de Couchoud, a décrit le cas d'une paysanne française, Marthe Robin, paralysée et vivant toute sa vie au lit, sans lumière et autre nourriture que l'hostie, considérée comme une « mystique » par le prêtre catholique de son village, son « directeur spirituel ». Couchoud, par curiosité médicale, lui avait rendu visite et étudié son cas. Jean Guitton dans ce livre, écrivit qu'il avait « déclaré lors des obsèques de Couchoud qu'il était mort dans la foi », à la suite de sa rencontre toute récente avec la mystique Marthe Robin.

## Publications

### Œuvres personnelles
- Les grands philosophes. Benoît de Spinoza, Alcan, 1902, XII-305 p.; 1924.
- Les Haïkaï. Les Épigrammes poétiques du Japon, 1906; Repris dans Sages et poètes d'Asie sous le titre : Les épigrammes lyriques du Japon. La Table Ronde, Paris, 2003  (ISBN 2-7103-2597-7).
- L'asthénie primitive, Félix Alcan, Paris, 1911.
- Sages et poètes d'Asie, Calmann-Lévy, 1916.
- L'énigme de Jésus, Paris, Mercure de France, 1923.
- Reconstitution et classement des lettres de saint Paul, Ernest Leroux, Paris, 1923.
- Le mystère de Jésus, F. Rieder, 1924.
- Luciole, conte japonais, raconté à Marianne Couchoud par son père, impr. A. Delayance, La Charité-sur-Loire, 1924.
- L'Apocalypse (introduction, traduction et notes), Bossard, Paris, 1922; Rieder, Paris, 1930; impr. Croset frères, Lyon, 1944.
- La première édition de Saint Paul, Éditions Ernest Leroux, Paris, 1926.
- Théophile, ou, l'étudiant des religions, A. Delpeuch, Paris, 1928.
- Le mythe de la danseuse obscène, 1929.
- La sagesse juive : extrait des livres sapientiaux, Payot et Cie, Paris, peut-être 1930.
- Les cinq évangiles Recherche sur le problème de leur formation, Les Cahiers Rationalistes no 10, Paris, janvier 1932
- Préface au problème de Jésus, Firmin-Didot, Paris, 1933.
- Jésus le dieu fait homme, F. Rieder, Paris, 1937, p. 355
- Jésus, Dieu ou homme ?,  N.R.F., Paris, 1939.
- Histoire de Jésus, Presses Universitaires de France, Paris, 1944.
- Spinoza. Pensées et règles de vie, recueillies et traduites par P.-L. Couchoud, J. Haumont, 1944.
- Hymne à Déméter (traduction), Nouvelle Édition, Paris, 1946.
- Les Paroles de Jeanne d'Arc, enregistrées en français par les greffiers de Rouen, Transcription en français moderne et présentation de Paul-Louis Couchoud, J. et R. Wittmann, (Chartres : impr. de Durand), Paris, 1947.
- Blaise Pascal : discours de la condition de l'homme : ce qui reste du manuscrit en reproduction phototypique et restitution, A. Michel, cop. 1948.
- Monsieur France et les Évangiles : causerie, Paris, Le lys rouge, 18 : 50, 1950.
- Le Dieu Jésus : essai, Gallimard, 1951, 250 p. Extraits à consulter
- Sur des tombeaux grecs : épigrammes de l'« Anthologie » présentées et traduites par P.-L. Couchoud, Éditions d'histoire et d'art, Plon; (Corbeil : impr. de Crété), Paris, 1952.
- Une réponse inédite à Loisy sur l'historicité de Jésus, Paris, 1970.

### Œuvres en collaboration
- Avec André Faure et Albert Poncin : Au fil de l'eau, publication privée, 1905; Texte en ligne Mille et une nuits, 2004  (ISBN 2-84205-799-6)
- Comme directeurs de publication, avec le Dr. J. Tastevin : Revue des sciences psychologiques. Psychologie, psychiatrie, psychologie sociale, méthodologie, Librairie Rivière et Cie, Paris, 1913. Texte en ligne
- Avec Iõannẽs N. Svorõnos : Le monument dit « des taureaux » à Délos et le culte du navire sacré, Paris : Fontemoing : De Broccard, 1921, p. 271-294.
- Comme directeur de collection : revue Christianisme : cahiers, F. Rieder, Paris, 1924-1932.
- Avec Séverine, Anna de Noailles, et James George Frazer : Quatre témoignages sur Anatole France, Impr. de A. Delayance, 1924.
- Comme directeur de collection : Judaïsme : études, F. Rieder, Paris, 1925-…
- Avec Han Ryner : La Vérité sur Jésus : controverse publique entre MM. le Dr. Couchoud et Han Ryner, compte rendu sténographique, Conflans-Honorine, Idée libre no 123, Série 3, juin 1926, 56 p.
- Avec le P. Hyacinthe Loyson, l'Abbé Charles Perraud, le P. Gratry, l'Abbé Perreyve : Le douloureux débat. Les prêtres et le mariage, Impr. et éditions du « Progrès civique », 5, rue du Dôme, Paris, (S.M.), 11 octobre 1927.
- Avec Joseph de Tonquédec, Yves de la Brière, l'Abbé J. Viollet, l'Abbé Hénocque, Paul Claudel, Georges Goyau, Albert Dufourcq, Louis Massignon, le rabbin Julien Weill, André Jundt, Fernand Ménégez, Henri Monnier, Salomon Reinach, Maurice Maeterlinck, Sylvain Lévi, Charles Henry, Robert Mirabaud, Paul Souday, Paul Vulliand, E. Caslant, André Lebey, Ce que je sais de Dieu, Éditions Montaigne, Les cahiers  contemporains no 1,Paris, 1926, 223 p.
- Avec Albert Houtin, Charles-Jean-Marie Loyson, Émilie Jane Butterfield, Du sacerdoce au mariage : Lettres et journaux intimes, F. Rieder, 1927.
- Comme directeur de publication : Congrès d'histoire du christianisme I, II et III, 1927: Jubilé Alfred Loisy, F. Rieder, Paris; Van Holkemas Warendorf's Uitgevers Maatschappij, Amsterdam, 1928.
- Avec Robert Stahl : Les deux auteurs des Actes des apôtres, Le Puy-en-Velay, Impr. « La Haute-Loiré », 1928.
- Avec G.A. van den Bergh van Eysinga et Robert Stahl : Premiers écrits du christianisme, F. Rieder, Paris, 1930.
- Avec Albert Bayet et Prosper Alfaric : Le problème de Jésus et les origines du christianisme, Impr. des établissements Busson, Les Œuvres représentatives, Bibliothèque rationaliste, Paris, 1932.
- Comme directeur de collection : série Mythes et religions, Presses Universitaires de France, Paris, 1939 et sv.
- Avec Amable Audin : L'ascia : instrument et symbole de l'inhumation, Presses Universitaires de France, Paris, 1952.
- Avec Jean-Paul Couchoud : Mémoires du prince de Talleyrand : Introduction, notes et établissement du texte de Charles-Maurice de Talleyrand-Périgord,  Impr. de Plon, 1957.
- Avec Amable Audin : Le carré magique : une interprétation graphique, 1958.
- Avec le musée Bourdelle (Paris) : Sous le signe d'Apollon : Achates et dons récents, Les Presses artistiques, Paris, 1959, 33 p.
- Avec René Maublanc : Bourdelle et l'érotisme grec : 100 épigrammes grecques (traduction), Éditions du temps, Paris, Collection L'Œil du Temps, 1976.

### Préfaces, introductions et avant-propos
- Robert de Montesquiou, Les pas effacés. Mémoires, T. I à III, Paris, Émile-Paul Frères 1923; Éd. du Sandre, 2007
- Gabrielle Moyse, Le Talmud de Babylone. Les Lois morales et sociales, avec articles comparés des codes français, choisis par A. Klein, docteur en droit, Impr. ouvrière, 18, rue d'Aguesseau, Angoulême; Éditions Ernest Leroux, 28, rue Bonaparte, Paris (VIe), 1926.
- Sándor Kémeri, Promenades d'Anatole France, Impr. Paul Brodard, Coulommiers ; Calmann-Lévy, Paris, 1927.
- Clément Huart, Raymonde Linossier, Henri Maspero, Joseph Hackin, Mythologie asiatique illustrée, Corbeil : impr. Crété; Paris : Libr. de France, 1928, 1931, X-432 p.-4 pl. h.t. : Nombr. fig.: 4.
- J. Hackin, Clément Huart, Raymonde Linossier, H. de Willman-Grabowska, Charles-Henri Marchal [etc.], Asiatic mythology : A detailed description and explanation of the mythologies of all the great nations of Asia, New York, J. Y. Crowell, 1932; Londres, C.G. Harrap & Co (Edinburgh : printed by R. and R. Clark), 1932; Watts et Co, 1939.
- Avec René Maublanc, Pensées d'Euripide, Impr. de J. Haumont, Paris, 1943.
- Georges Faure, Dernières lueurs, 1937-1944 : À travers la vie. À travers la pensée. Variations sur la mort. Le Livre des sonnets, Éditions la Belle Cordière, Lyon, 1945.
- Michel de Montaigne, Trois essais : 1. De l'Art de conférer. 2. Sur des vers de Virgile. 3. De l'Expérience, J. & R. Wittmann, Paris, 1947.
- Louis de Rouvroy de Saint Simon, La mort de Monseigneur Le Grand Dauphin, Audin, Lyon, 1947 [i.e. 1948].
- Marie-Madeleine Pioche de La Vergne, comtesse de La Fayette, La Comtesse de Tende : nouvelle historique, Audin (impr. de Audin), Lyon, 1947.
- Pierre de Ronsard, Amours de Marie, J. et R. Wittmann; (Mâcon : impr. de Protat frères), Paris, 1948.
- Voix de Napoléon : paroles authentiques recueillies par Roederer, Molé, Talleyrand, Metternich, Narbonne, Caulaincourt etc., Éditions du Milieu du Monde (impr. de Kundig), Genève, 1949.
- « Le Pape est fait » : dépêches et lettres de Chateaubriand, envoyées pendant le Conclave de 1829, Audin, Lyon, 1949
- Charles-Maurice de Talleyrand-Périgord, Mémoires du prince de Talleyrand : Introduction, notes et établissement du texte (en collaboration avec Jean-Paul Couchoud), Plon, 1957.
- Lettres inédites d'Anatole France à Paul-Louis Couchoud et à sa femme, Société Anatole France, Paris, 1968.

## Pour approfondir